# 1874 en photographie
| Années de la photographie : 1871 - 1872 - 1873 - 1874 - 1875 - 1876 - 1877    |
| Décennies de la photographie : 1840 - 1850 - 1860 - 1870 - 1880 - 1890 - 1900 |

Cet article présente les faits marquants de l'année 1874 en photographie.

## Événements
- L'astronome Jules Janssen invente le revolver photographique (ou revolver astronomique), premier exemple de chronophotographie (branche de la photographie basée sur la capture de mouvement à partir d'une séquence d'images), afin d'observer le transit de Vénus à Nagasaki ; il y réalise une série de photographies, Passage de Vénus, considéré comme le premier exemple de chronophotographie[1].

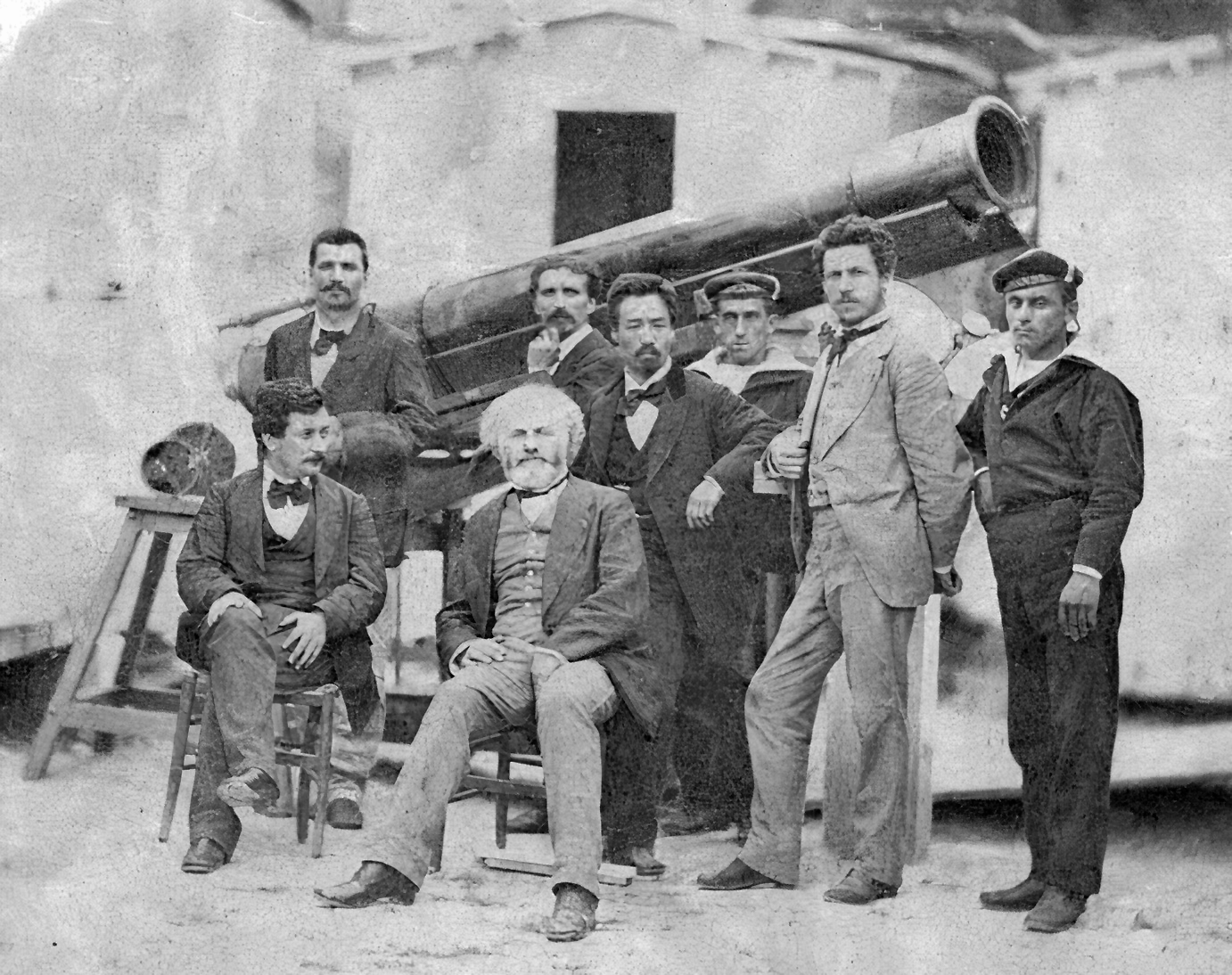
Jules Janssen et son équipe devant le revolver photographique en 1874 à Nagasaki.

- 15 avril-15 mai : à Paris, Nadar loue son atelier-studio du 35 boulevard des Capucines, grand espace éclairé d'une verrière, pour la première exposition des peintres impressionnistes.

- Le photographe autrichien Joseph Barco, qui a épousé la française Julie Emma de Latouche de Grandmaison, ouvre en association avec Louis Gänsch un atelier de photographe portraitiste au 11, rue de Toul à Nancy ; il devient le photographe en vogue du Tout Nancy bourgeois et mondain[2].

- Frederic Eugene Ives est chargé du laboratoire de photographie à l'Université Cornell dans l'État de New York aux États-Unis.

- Création de l'Association belge de photographie par 143 membres fondateurs ; elle publie une revue mensuelle, le Bulletin de l’Association belge de Photographie et organise des expositions et des concours[3].

## Photographies notables

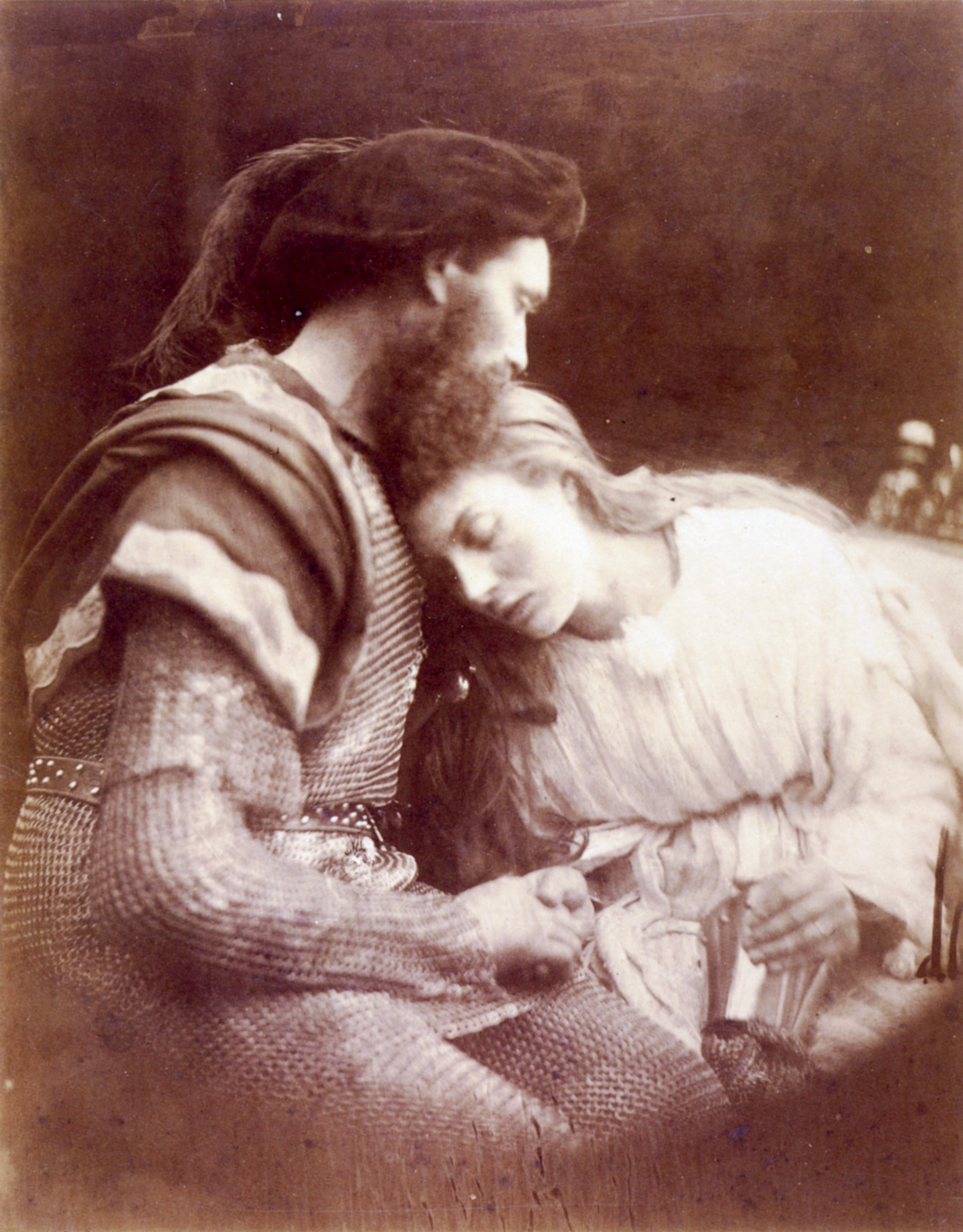
Julia Margaret Cameron, la séparation de Lancelot et Guenèvre, photographie pour les poèmes de Tennyson.

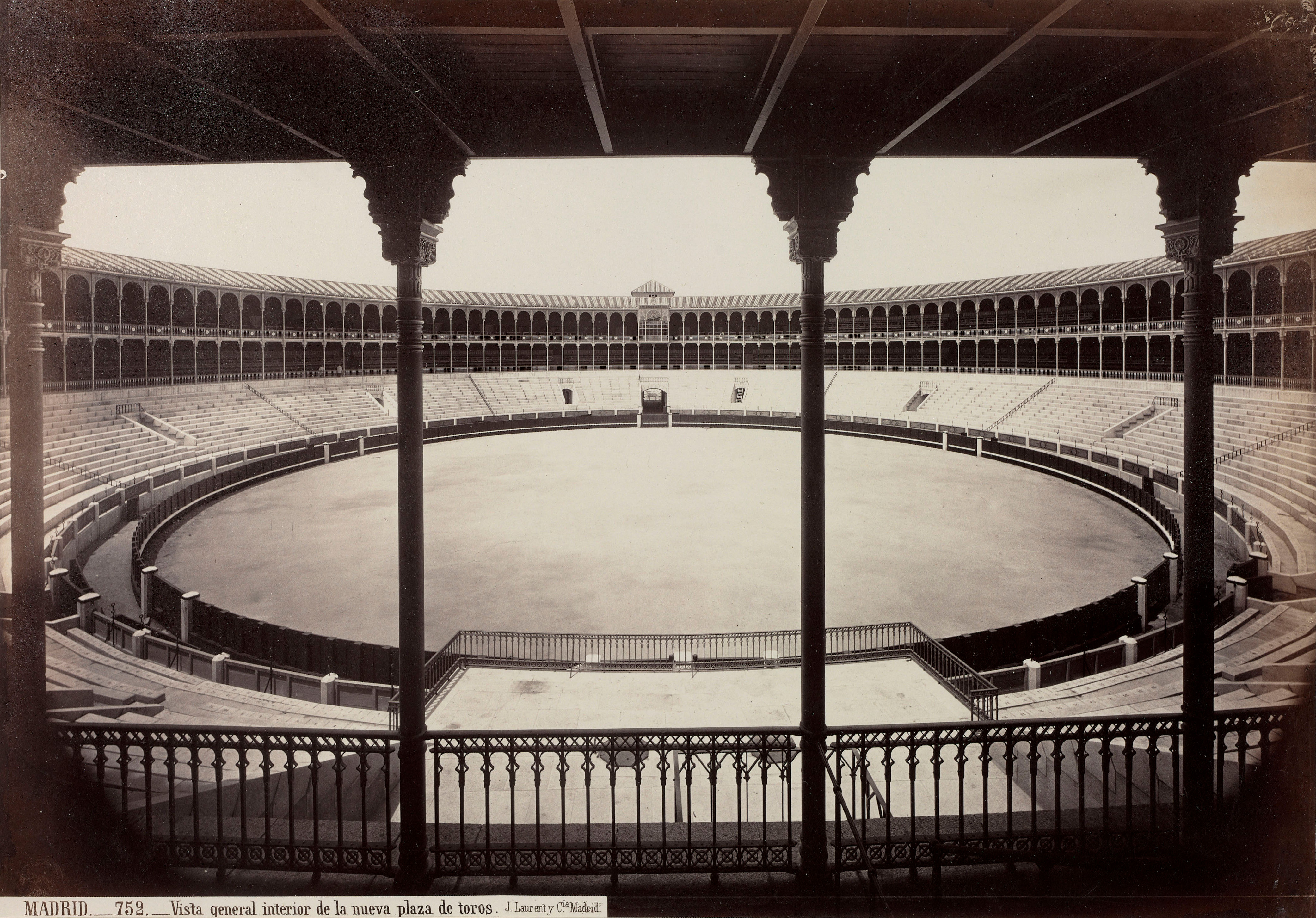
Jean Laurent, Madrid. La nouvelle enceinte taurine, en juin 1874. Photographie sur papier albuminé.

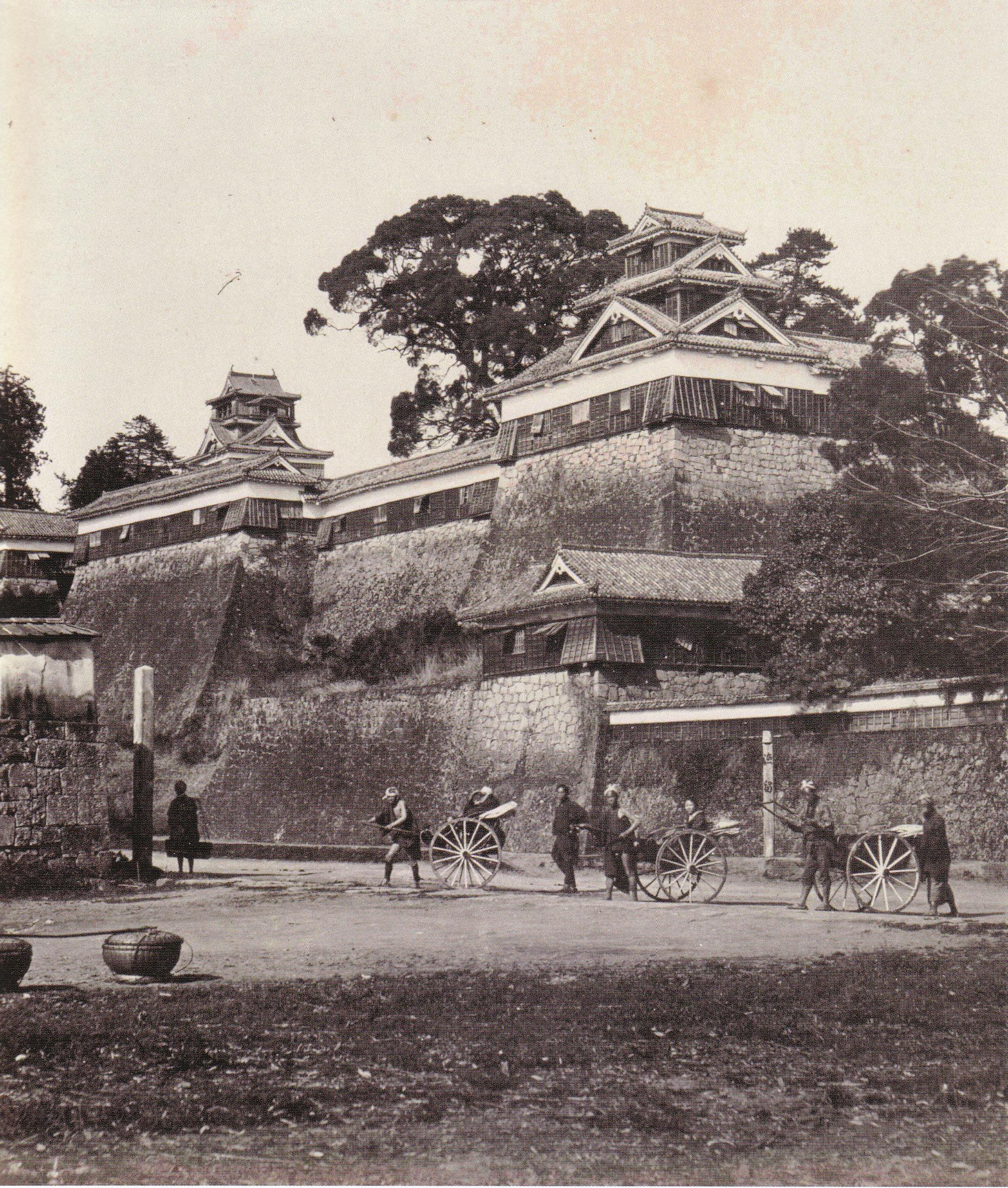
Tomishige Rihei, Vue du château de Kumamoto en 1874, avant sa destruction partielle en 1877.

- décembre : Julia Margaret Cameron illustre de 26 photographies les poèmes Idylls of the King du poète Alfred Tennyson.
- La disposition des Peintures noires dans la Quinta del Sordo, maison de Goya, est connue en grande partie grâce au catalogue photographique que Jean Laurent met au point in situ vers 1874 à la suite d'une commande, en prévision de l'effondrement de la maison ; on sait ainsi que les peintures étaient encadrées avec des papiers peints classicistes de plinthe, de même que les portes, les fenêtres et la frise au ras du ciel.

- Le photographe danois Heinrich Tønnies, qui a reçu une commande des chemins de fer danois pour photographier en détail les phases de la construction du pont ferroviaire au-dessus du bras de mer du Limfjord dans le nord du Jutland, photographie les travaux ainsi que les ouvriers qui voulaient envoyer des photos chez eux, souvent dans leurs vêtements de travail et parfois avec leurs outils[4].

## Études, essais, articles
- Gaston Tissandier, Les Merveilles de la photographie ; ouvrage illustré de vignettes par Jahandier et d'une planche tirée à la presse photographique, Paris, Hachette, coll. « La Bibliothèque des merveilles » (lire en ligne) ; Pierre Larousse s’en inspire pour ses articles sur la photographie, en le qualifiant d’« excellent ouvrage de vulgarisation » et en lui reconnaissant de « nombreux emprunts »[5],[6].

## Expositions
- 1er mai - 1er juillet : 10e exposition de la Société française de photographie, Palais de l'Industrie, Paris.

## Naissances
- 24 avril : Henri Manuel, photographe portraitiste français, mort le 11 septembre 1947.
- 31 mai : Joseph Malicot, photographe et éditeur français de cartes postales, mort le 9 mars 1953.
- 8 juin : Léon Peret, photographe belge, mort en 1944.
- 24 juin : Émile Touchet, astronome et photographe français, mort le 4 juin 1944.
- 3 juillet : Eugène Lemaire, photographe belge, spécialiste des portraits et des natures mortes, mort en 1948.
- 4 juillet : Paul Decauville-Lachènée, photographe français, mort le 4 mai 1920.
- 21 août : Alice Schalek, photojournaliste et écrivaine autrichienne, morte le 6 novembre 1956.
- 25 août : Maurice-Louis Branger, photographe français, mort le 16 avril 1950.
- 26 septembre : Lewis Hine, sociologue et photographe américain, connu pour ses photographies d'enfants au travail, mort le 3 novembre 1940.
- 14 octobre : Hugo Erfurth, photographe allemand, mort le 14 février 1948.
- Date précise inconnue ou non renseignée :
  - Asahel Curtis, photographe américain, actif dans le Nord-Ouest Pacifique, mort en 1941.
  - Enrique Guinea, photographe espagnol, mort en 1944.

## Décès
- 17 mars : 
  - Louis Adolphe Humbert de Molard, photographe français, né le 30 octobre 1800.
  - Victor Muzet, photographe français, né le 17 février 1828.
- 9 avril : Frederick Coombs, photographe américain, né en 1803.
- 22 avril : Louise Leghait, photographe belge, née le 9 septembre 1821.
- 16 mai : Eugène Durieu, photographe amateur français, né le 10 décembre 1800.
- 27 décembre : Cornelis Hendrik van Amerom, peintre et photographe néerlandais, né le 27 décembre 1804.
- 4 décembre : Jules Géruzet, lithographe et photographe belge, né le 31 mars 1817.
- Date précise inconnue : 
  - John Watkins, photographe portraitiste britannique, né en 1823.

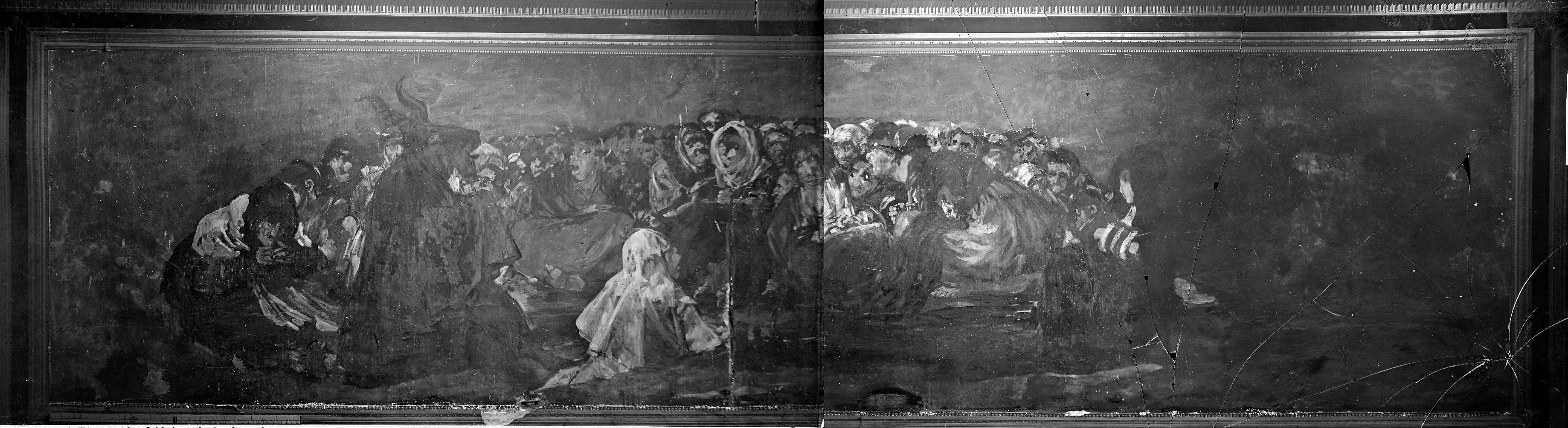
Photographie de l'El aquelarre par Jean Laurent, dans son état original sur l'un des murs de la Quinta del Sordo de Francisco de Goya : photomontage réalisé à partir de deux négatifs originaux actuellement conservés à l'Institut du patrimoine culturel d'Espagne.